# Kanton Montval-sur-Loir
Der Kanton Montval-sur-Loir ist seit 1790 ein französischer Wahlkreis im Arrondissement La Flèche, im Département Sarthe und in der Region Pays de la Loire; sein Hauptort ist Montval-sur-Loir. Bis zur Verwaltungsgebietsreform vom 15. Februar 2006 gehörte der Kanton zum Arrondissement Le Mans.
Im Zuge der Gründung der Commune nouvelle Montval-sur-Loir in 2016 erfolgte die Umbenennung des Kantons von vormals Kanton Château-du-Loir zum aktuellen Namen per Dekret vom 24. Februar 2021.

## Gemeinden
Der Kanton besteht aus 24 Gemeinden mit insgesamt 23.207 Einwohnern (Stand: 1. Januar 2022) auf einer Gesamtfläche von 537,24 km²:
| Gemeinde                  | Einwohner 1. Januar 2022 | Fläche km² | Dichte Einw./km² | Code INSEE | Postleitzahl |
| ------------------------- | ------------------------ | ---------- | ---------------- | ---------- | ------------ |
| Beaumont-sur-Dême         | 329                      | 13,49      | 24               | 72027      | 72340        |
| Beaumont-Pied-de-Bœuf     | 476                      | 24,68      | 19               | 72028      | 72500        |
| Chahaignes                | 668                      | 22,83      | 29               | 72052      | 72340        |
| Courdemanche              | 614                      | 24,02      | 26               | 72103      | 72150        |
| Dissay-sous-Courcillon    | 942                      | 34,92      | 27               | 72115      | 72500        |
| Flée                      | 525                      | 17,54      | 30               | 72134      | 72500        |
| Jupilles                  | 552                      | 26,41      | 21               | 72153      | 72500        |
| La Chartre-sur-le-Loir    | 1.370                    | 8,30       | 165              | 72068      | 72340        |
| Lavernat                  | 585                      | 22,64      | 26               | 72160      | 72500        |
| Le Grand-Lucé             | 1.941                    | 27,26      | 71               | 72143      | 72150        |
| Lhomme                    | 938                      | 18,32      | 51               | 72161      | 72340        |
| Loir en Vallée            | 2.052                    | 64,76      | 32               | 72262      | 72310, 72340 |
| Luceau                    | 1.233                    | 18,77      | 66               | 72173      | 72500        |
| Marçon                    | 1.063                    | 30,05      | 35               | 72183      | 72340        |
| Montreuil-le-Henri        | 299                      | 14,39      | 21               | 72210      | 72150        |
| Montval-sur-Loir          | 5.707                    | 26,99      | 211              | 72071      | 72500        |
| Nogent-sur-Loir           | 361                      | 10,81      | 33               | 72221      | 72500        |
| Pruillé-l’Éguillé         | 808                      | 21,18      | 38               | 72248      | 72150        |
| Saint-Georges-de-la-Couée | 171                      | 11,68      | 15               | 72279      | 72150        |
| Saint-Pierre-de-Chevillé  | 339                      | 11,51      | 29               | 72311      | 72500        |
| Saint-Pierre-du-Lorouër   | 363                      | 16,55      | 22               | 72314      | 72150        |
| Saint-Vincent-du-Lorouër  | 822                      | 26,96      | 30               | 72325      | 72150        |
| Thoiré-sur-Dinan          | 398                      | 17,72      | 22               | 72356      | 72500        |
| Villaines-sous-Lucé       | 651                      | 25,46      | 26               | 72376      | 72150        |
| Kanton Montval-sur-Loir   | 23.207                   | 537,24     | 43               | 7203       | –            |

Bis zur landesweiten Neugliederung der Kantone im März 2015 bestand der Kanton aus den elf Gemeinden Beaumont-Pied-de-Bœf, Château-du-Loir, Dissay-sous-Courcillon, Flée, Jupilles, Luceau, Montabon, Nogent-sur-Loir, Saint-Pierre-de-Chevillé, Thoiré-sur-Dinan und Vouvray-sur-Loir. Sein Zuschnitt entsprach einer Fläche von 189,35 km2. Er besaß vor 2015 einen anderen INSEE-Code als heute, nämlich 7207.

## Veränderungen im Gemeindebestand seit der landesweiten Neuordnung der Kantone
2017: La Chapelle-Gaugain, Lavenay, Poncé-sur-le-Loir und Ruillé-sur-Loir → Loir-en-Vallée
2016: Château-du-Loir, Montabon und Vouvray-sur-Loir → Montval-sur-Loir

## Bevölkerungsentwicklung
| 1962  | 1968  | 1975  | 1982  | 1990  | 1999  | 2006  |
| ----- | ----- | ----- | ----- | ----- | ----- | ----- |
| 11258 | 11539 | 11662 | 11591 | 11369 | 11300 | 11291 |